# 펌프킨헤드
《펌프킨헤드》(영어: Pumpkinhead)는 미국에서 제작된 1988년 초자연 공포 영화이다. 1980년대와 90년대에 아카데미 시각효과상과 분장상을 석권했던 스탠 윈스턴의 첫 영화 연출작이다. 랜스 헨릭슨, 존 디어퀴노 등이 출연하였으며, 브라이언 브레머의 첫 영화 출연작이기도 하다. 빌 블레이크 등이 제작에 참여하였다.
극장 흥행에는 실패하였으나 컬트 영화 반열에 올랐다. 프랜차이즈화되어 《펌프킨헤드 2》(1994) 등 속편이 나왔으며, 관련 만화책, 비디오 게임 등이 출시되었다.
파라마운트 플레이어스에서 리부트 작업 중이다.

## 줄거리
1957년. 어린 에드는 인근 시골 주민들로부터 펌프킨헤드(호박머리)라고 불려온 악령에게 한 남자가 쫓기는 모습을 목격한다.
현재 성인이 된 에드는 아내와 사별하고 홀로 어린 아들 빌리를 키우며 작은 가게를 운영하고 있다. 에드가 잠시 자리를 비운 사이 야영을 온 십 대 무리 중 일부가 비포장 도로용 모터사이클인 더트 바이크를 거치게 타고 놀다가 빌리를 친다. 사고 당사자인 조엘은 여자친구 킴과 함께 현장에서 도망친다.
크리스와 여자친구 트레이시는 숙소 전화기로 구급차를 불러 외부 도움을 얻으려 한다. 하지만 감옥에 갈 것을 두려워한 조엘은 전화선을 뜯어낸 뒤 크리스에게 주먹을 날려 그가 의식을 잃게 만들고 트레이시와 함께 옷장 안에 가둬 버린다. 그 사이 빌리는 사망한다.
에드는 복수를 위해 마녀에게 부탁해 지역의 오래된 묘지 내 호박밭에서 파내 온 시체로 펌프킨헤드를 부활시킨다. 펌프킨헤드는 조엘과 함께 더트 바이크를 탔던 조엘의 남동생 스티브, 그리고 스티브의 여자친구 매기를 먼저 살해한다.
펌프킨헤드와 시야를 공유하게 돼 그 잔인한 광경을 전부 목격한 에드는 후회하면서 마녀에게 그만 멈추게 해 달라고 청하지만, 펌프킨헤드는 그 누구도 막을 수 없다. 펌프킨헤드는 복수 대상으로 지정된 살인자를 돕는 자들 역시 죽이기 때문에 주민 중 그 누구도 십 대들을 도우려 들지 않는다. 곧 킴과 조엘이 펌프킨헤드에게 죽는다.
우연히 쇠스랑에 팔을 찔린 것을 계기로 에드는 자신과 펌프킨헤드가 한 몸이라는 걸 알게 된다. 자신의 분신이나 다름없는 펌프킨헤드를 멈추려면 자신이 죽어야 한다는 걸 깨달은 에드는 머리를 쏴 자살을 시도한다. 하지만 아직 숨이 끊어지지 않은 에드는 펌프킨헤드에 가깝게 변해가고, 트레이시에게 자신을 끝내 달라고 부탁한다. 에드가 트레이시의 총에 맞아 쓰러지고 숨이 멎자 펌프킨헤드가 불타오른다.
마녀는 훗날 펌프킨헤드로 복수하고 싶어 할 다른 누군가를 위해 에드의 시신을 펌프킨헤드 묘에 묻는다.

## 출연진
- 랜스 헨릭슨 - 에드 할리 역
- 존 디어퀴노 - 조엘 역
- 제프 이스트 - 크리스 역
- 케리 렘슨 - 매기 역
- 킴벌리 로스 - 킴 역
- 마임 비알릭 - 크리스틴 월리스 역
- 조엘 호프먼 - 스티브 " 스크래치" 역
- 신시아 베인 - 트레이시 "트레이스" 역
- 브라이언 브레머 - 번트 역
- 매슈 헐리 - 빌리 할리 역
- 톰 우드러프 주니어 - 펌프킨헤드 역
- 딕 월록 - 클레이턴 헬러 역

## 기타 제작진
- 배역: 밥 모로네스
- 미술: 신시아 케이 셔렛
- 괴물 분장 효과: 톰 우드러프 주니어